# Frankrikes Grand Prix 1999
Frankrikes Grand Prix 1999 var det sjunde av 16 lopp ingående i formel 1-VM 1999.

## Resultat
1. Heinz-Harald Frentzen, Jordan-Mugen Honda, 10 poäng
2. Mika Häkkinen, McLaren-Mercedes, 6
3. Rubens Barrichello, Stewart-Ford, 4
4. Ralf Schumacher, Williams-Supertec, 3
5. Michael Schumacher, Ferrari, 2
6. Eddie Irvine, Ferrari, 1
7. Jarno Trulli, Prost-Peugeot
8. Olivier Panis, Prost-Peugeot
9. Ricardo Zonta, BAR-Supertec
10. Luca Badoer, Minardi-Ford
11. Pedro de la Rosa, Arrows

### Förare som bröt loppet
- Giancarlo Fisichella, Benetton-Playlife (varv 42, snurrade av)
- Damon Hill, Jordan-Mugen Honda (31, elsystem)
- Alessandro Zanardi, Williams-Supertec (26, motor)
- Jacques Villeneuve, BAR-Supertec (25, snurrade av)
- Alexander Wurz, Benetton-Playlife (25, snurrade av )
- Marc Gené, Minardi-Ford (25, snurrade av)
- Jean Alesi, Sauber-Petronas (24, snurrade av)
- David Coulthard, McLaren-Mercedes (9, elsystem)
- Pedro Diniz, Sauber-Petronas ( 6, transmission)
- Johnny Herbert, Stewart-Ford (4, växellåda)

### Förare som diskvalificerades
- Toranosuke Takagi, Arrows (varv 71)